# Z8 GND 5296
A z8 GND 5296 egy 2013. októberi bejelentés szerint a legtávolabbi ismert galaxis, távolsága 13 milliárd fényév. Ez azt jelenti, hogy ez a galaxis nagyjából az ősrobbanás utáni 700 millió évben keletkezett.

## Felfedezése

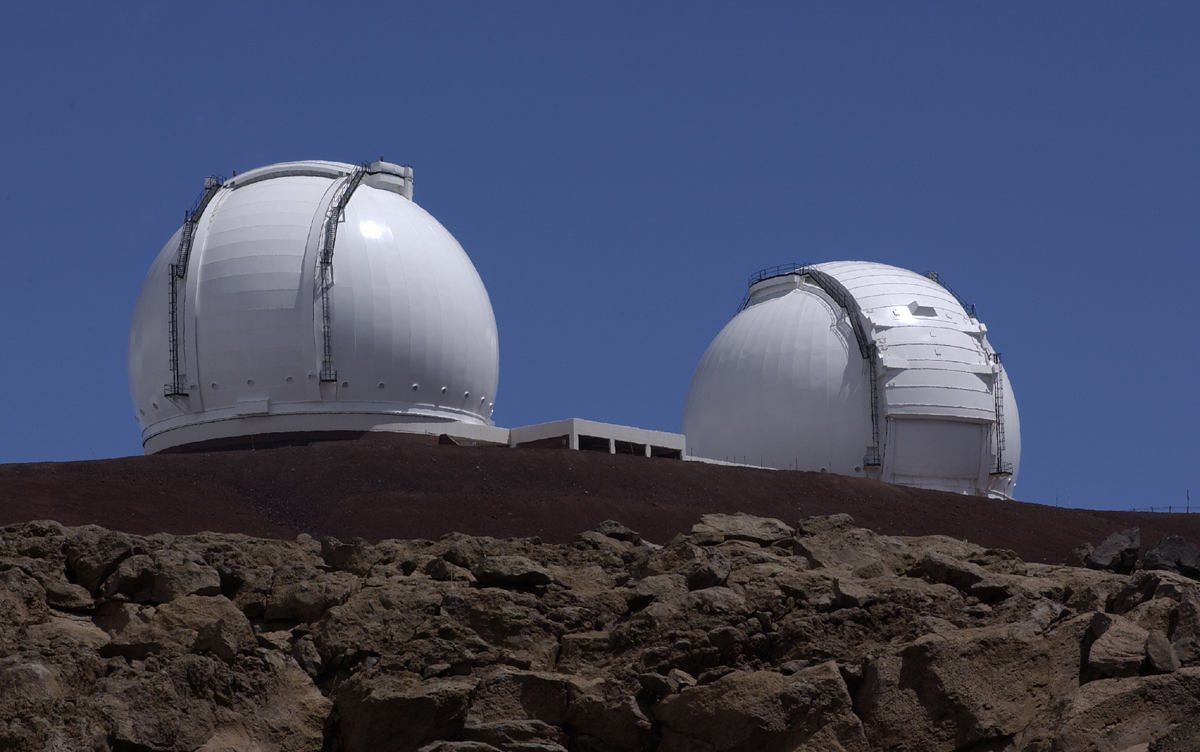
A Keck Obszervatórium távcsövei a Mauna Kea hegycsúcson (Hawaii)

A Nature című tudományos magazinban 2013. október 24-én megjelent tanulmány szerint, melyet csillagászok csoportja közölt (többek között a University of California, a University of Texas at Austin és a National Optical Astronomy Observatories kutatói), megtalálták az eddigi legtávolabbi galaxist optikai és infravörös felvételek alapján, amiket a Hubble űrtávcső készített. A felfedezést megerősítették a Keck Obszervatórium távcsövei, amik Hawaii-n működnek. A Keck egyik új műszere, a MOSFIRE különösen érzékeny az infravörös sugárzásra.
Az ilyen távolságban lévő objektumok távolságának megállapításához a csillagászok a színképelemzés és a vöröseltolódás módszereit alkalmazzák. Vöröseltolódásról akkor beszélünk, ha egy fényforrás a megfigyelőtől nagy sebességgel távolodik.
A csillagászok mintegy 100 000 lehetséges galaxist vettek számba a Hubble Cosmic Assembly Near-infrared Deep Extragalactic Legacy Survey (CANDELS) mérései alapján.

## Fordítás
- Ez a szócikk részben vagy egészben  a   Z8 GND 5296 című angol Wikipédia-szócikk fordításán alapul.  Az eredeti cikk szerkesztőit annak laptörténete sorolja fel. Ez a jelzés csupán a megfogalmazás eredetét és a szerzői jogokat jelzi, nem szolgál a cikkben szereplő információk forrásmegjelöléseként.